# Línea 103 (Corrientes)
Línea 103 es una línea de transporte urbano de pasajeros de la ciudad de Corrientes, Argentina. El servicio está actualmente operado por ERSA Urbano S.A., del Grupo ERSA.

## Recorridos

### 103

#### Ramal A (Barrio San Antonio - Puerto)
- IDA: Av. Alta Gracia - Av. Paysandú - Dr. Luis Federico Leloir - Igarzabal - Av. Iberá - Av. Paysandú - Rafaela - Av. José Manuel Estrada - Av. Sarmiento - Av. 3 de Abril - La Rioja - Puerto.
- VUELTA: Av. Costanera - Tucumán - 9 de Julio - Salta - Hipólito Yrigoyen - Santa Fe - Juan Gutemberg - Ciudad de Arequipa - Cosquín - Av. El Maestro - Av. Patagonia - Av. Paysandú - Av. Iberá - Igarzabal – Dr. Luis Federico Leloir - Av. Paysandú - Av. Alta Gracia - Los Atacamas - Punta Mogotes - Los Calchaquíes.

Este Ramal cuenta con 14 coches, dos coche para discapacitados, Internos (3098,3425)

#### Ramal B (Barrio Dr. Montaña - Puerto)
- IDA: Av. José M. Aguirre - Klein Segismundo - Fernández De Moratín - René Favaloro - Av. Maipú - Sarmiento - Av. 3 de Abril - Catamarca - Av. Juan Torres de Vera - Puerto.
- VUELTA: Av. Costanera - Tucumán - 9 de Julio - Salta - Hipólito Yrigoyen - Santa Fe - Av. 3 de Abril - Av. Maipú - René Favaloro - Av. José M. Aguirre.

Este Ramal cuenta con 14 Coches, uno para discapacitados, Interno (3435)

#### Ramal C (Bº Esperanza - Bº Dr. Montaña) (Calesita)
- IDA: Dr. Oscar Lombardero - Gustavo Revidatti - Isaco Abitbol - Mario José Payes - Av. Maipú - René Favaloro - Av. José M. Aguirre.
- VUELTA: Av. José M. Aguirre - René Favaloro - Av. Maipú - Mario José Payes - Dr. Oscar Lombardero.

Este Ramal cuenta con un solo coche (2239)

#### Bº Esperanza - Puerto (Directo)
- IDA: Dr. Oscar Lombardero - Gustavo Revidatti - Isaco Abitbol - Mario José Payes - Av. Maipú - España - Carlos Pellegrini - Catamarca - Av. Juan Torres de Vera - Puerto.
- VUELTA: Av. Costanera - Tucumán - 9 De Julio - Salta - Hipólito Yrigoyen - Santa Fe - Av. 3 de Abril - Av. Maipú - Mario José Payes - Dr. Oscar Lombardero.

Este Ramal cuenta con dos coches Interno con rampa (3062)

#### Ramal D (Riachuelo - Puerto)
- IDA: Calle Acceso a Riachuelo - Ruta Nacional 12 - Av. Maipú - España - Carlos Pellegrini - La Rioja - Puerto.
- VUELTA: Puerto - Av. Costanera - Salta - Hipólito Yrigoyen - Santa Fe - Av. 3 de Abril - Av. Maipú - Ruta Nacional 12 - Acceso a Riachuelo.

Este Ramal cuenta con 4 coches, Internos con aire acondicionado (2129,2130,2131) Interno sin aire (2218)